# Блум, Кай
Кай Блум (нем. Kay Bluhm; 13 октября 1968, Бранденбург-на-Хафеле) — немецкий гребец-байдарочник, выступал за сборные ГДР и Германии в конце 1980-х — середине 1990-х годов. Трёхкратный олимпийский чемпион, семикратный чемпион мира, победитель многих регат национального и международного значения.

## Биография
Кай Блум родился 13 октября 1968 года в городе Бранденбург-на-Хафеле. В детстве пробовал себя в разных командных видах спорта, в том числе в футболе, волейболе, баскетболе, однако в конечном счёте сделал выбор в пользу гребли. Активно заниматься греблей на байдарке начал в возрасте четырнадцати лет, проходил подготовку в Потсдаме, состоял в потсдамском спортивном клубе «Форвертс».
Первого серьёзного успеха на взрослом международном уровне добился в 1988 году, когда попал в основной состав национальной сборной ГДР и благодаря череде удачных выступлений удостоился права защищать честь страны на летних Олимпийских играх в Сеуле — в зачёте четырёхместных байдарок на дистанции 1000 метров совместно с партнёрами Андре Воллебе, Андреасом Штеле и Хансом-Йоргом Близенером завоевал бронзовую медаль, уступив в финале лишь экипажам из Венгрии и СССР. Также в паре с Воллебе участвовал в гонках двоек на дистанции 500 метров, но здесь показал в финале только седьмой результат.
В 1989 году Блум побывал на чемпионате мира в болгарском Пловдиве, откуда привёз сразу три награды, выигранные в трёх разных дисциплинах: серебряную в одиночках на пятистах метрах, золотые в двойках на пятистах и тысяче метрах. Год спустя на мировом первенстве в польской Познани взял бронзу в двойках на полукилометровой дистанции, золото в двойках на километре и ещё одну бронзу в четвёрках в километровой гонке. Ещё через год на аналогичных соревнованиях в Париже стал чемпионом в двойках на тысяче метрах, серебряным призёром в двойках на пятистах и десяти тысячах метрах. Будучи одним из лидеров объединённой немецкой гребной команды, благополучно прошёл квалификацию на Олимпийские игры 1992 года в Барселоне, где в итоге сделал золотой дубль — вместе с напарником Торстеном Гуче одолел всех соперников на пятистах и тысяче метрах.
После двух Олимпиад Блум остался в основном составе национальной сборной Германии и продолжил принимать участие в крупнейших международных регатах. Так, в 1993 году он выступил на чемпионате мира в Копенгагене и вновь был лучшим в обеих дисциплинах двухместных байдарок — на 500 и 1000 метрах. В следующем сезоне стартовал на мировом первенстве в Мехико, в двойках получил бронзу на двухстах метрах и золото на пятистах, став таким образом семикратным чемпионом мира. Затем на домашнем первенстве мира в Дуйсбурге выиграл серебряную медаль в двойках на тысяче метрах. В 1996 году отправился представлять страну на Олимпийских играх в Атланте, в паре с тем же Гуче снова удостоился золотой награды на дистанции пятьсот метров, тогда как на тысяче на сей раз вынужден был довольствоваться серебряной наградой, проиграв в решающем заезде итальянскому экипажу Антонио Росси и Даниэле Скарпа.
Вскоре в 1997 году принял решение завершить карьеру профессионального спортсмена, уступив место в сборной молодым немецким гребцам. За выдающиеся спортивные достижения награждён бронзовым орденом «За заслуги перед Отечеством» (1988)..